# Élections générales espagnoles de 2015 au Pays basque
Les élections générales espagnoles de 2015 (en espagnol : Elecciones generales de España de 2015) se sont tenues le dimanche 20 décembre 2015 afin d'élire les 350 députés et 208 des 266 sénateurs de la XIe législature des Cortes Generales. 18 députés sont élus dans la communauté autonome du Pays basque.

## Résultats

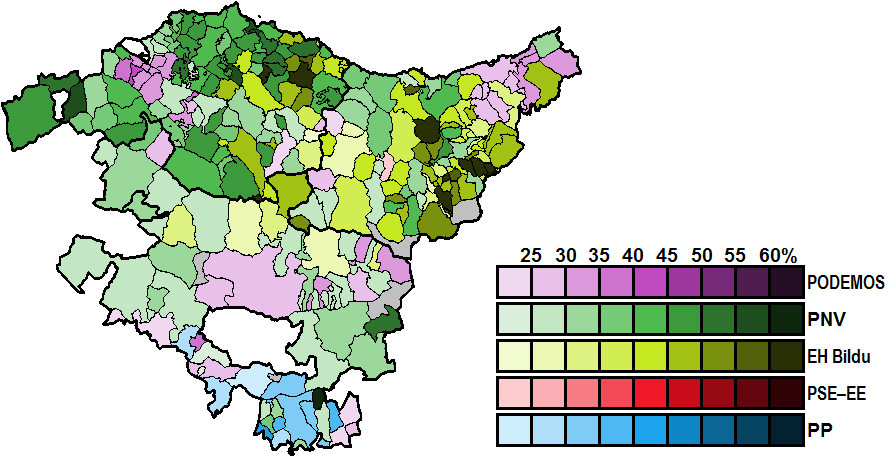
Résultats par commune.

| Parti                  | Parti                                                   | Voix      | %     | +/-  | Sièges | +/-           |
| ---------------------- | ------------------------------------------------------- | --------- | ----- | ---- | ------ | ------------- |
|                        | Podemos                                                 | 317 674   | 25,98 | Nv.  | 5      | 5             |
|                        | Parti nationaliste basque (EAJ/PNV)                     | 302 316   | 24,72 | 2,69 | 6      | 1             |
|                        | Euskal Herria Bildu (EH Bildu)                          | 184 186   | 15,06 | 9,05 | 2      | 4             |
|                        | Parti socialiste du Pays basque (PSE-EE-PSOE)           | 161 988   | 13,25 | 8,30 | 3      | 1             |
|                        | Parti populaire (PP)                                    | 142 127   | 11,62 | 6,19 | 2      | 1             |
|                        | Ciudadanos (Cs)                                         | 50 268    | 4,11  | Nv.  | 0      | en stagnation |
|                        | Gauche unie (IU-UP)                                     | 36 002    | 2,94  | 0,75 | 0      | en stagnation |
|                        | Parti animaliste contre la maltraitance animale (PACMA) | 8 003     | 0,65  | 0,11 | 0      | en stagnation |
|                        | Union, progrès et démocratie (UPyD)                     | 4 093     | 0,33  | 1,47 | 0      | en stagnation |
|                        | Recortes Cero-Grupo Verde (RC-GV)                       | 2 432     | 0,20  | Nv.  | 0      | en stagnation |
|                        | Sièges en blanc (EB)                                    | 1 518     | 0,12  | 0,12 | 0      | en stagnation |
|                        | Pour la gauche (Ezkerra)                                | 1 447     | 0,12  | Nv.  | 0      | en stagnation |
|                        | Autres partis                                           | 2 034     | 0,17  | -    | 0      | -             |
|                        | Vote blanc                                              | 8 669     | 0,71  | 0,43 |        |               |
|                        |                                                         |           |       |      |        |               |
| Suffrages exprimés     | Suffrages exprimés                                      | 1 222 757 | 99,31 |      |        |               |
| Votes nuls             | Votes nuls                                              | 8 441     | 0,69  |      |        |               |
| Total                  | Total                                                   | 1 231 198 | 100   | -    | 18     | en stagnation |
| Abstention             | Abstention                                              | 553 031   | 31,00 |      |        |               |
| Inscrits/Participation | Inscrits/Participation                                  | 1 784 229 | 69,00 |      |        |               |

### Résultats par provinces

#### Álava
| Parti                  | Parti                                                   | Voix    | %     | +/-  | Sièges | +/-           |
| ---------------------- | ------------------------------------------------------- | ------- | ----- | ---- | ------ | ------------- |
|                        | Podemos                                                 | 48 413  | 27,02 | Nv.  | 1      | 1             |
|                        | Parti populaire (PP)                                    | 33 683  | 18,80 | 8,37 | 1      | en stagnation |
|                        | Parti nationaliste basque (EAJ/PNV)                     | 28 353  | 15,82 | 3,03 | 1      | en stagnation |
|                        | Parti socialiste du Pays basque (PSE-EE-PSOE)           | 25 331  | 14,14 | 9,29 | 1      | en stagnation |
|                        | Euskal Herria Bildu (EH Bildu)                          | 21 225  | 11,85 | 7,30 | 0      | 1             |
|                        | Ciudadanos (Cs)                                         | 10 512  | 5,87  | Nv.  | 0      | en stagnation |
|                        | Gauche unie (IU-UP)                                     | 6 814   | 3,80  | 0,28 | 0      | en stagnation |
|                        | Parti animaliste contre la maltraitance animale (PACMA) | 1 385   | 0,77  | 0,07 | 0      | en stagnation |
|                        | Union, progrès et démocratie (UPyD)                     | 768     | 0,43  | 2,32 | 0      | en stagnation |
|                        | Recortes Cero-Grupo Verde (RC-GV)                       | 561     | 0,31  | Nv.  | 0      | en stagnation |
|                        | Sièges en blanc (EB)                                    | 473     | 0,26  | Nv.  | 0      | en stagnation |
|                        | Parti communiste des peuples d'Espagne (PCPE)           | 175     | 0,10  | Nv.  | 0      | en stagnation |
|                        | Autres partis                                           | 192     | 0,11  | -    | 0      | -             |
|                        | Vote blanc                                              | 1 292   | 0,72  | 0,42 |        |               |
|                        |                                                         |         |       |      |        |               |
| Suffrages exprimés     | Suffrages exprimés                                      | 179 177 | 99,03 |      |        |               |
| Votes nuls             | Votes nuls                                              | 1 764   | 0,97  |      |        |               |
| Total                  | Total                                                   | 180 941 | 100   | -    | 4      | en stagnation |
| Abstention             | Abstention                                              | 73 386  | 28,85 |      |        |               |
| Inscrits/Participation | Inscrits/Participation                                  | 254 327 | 71,15 |      |        |               |

#### Biscaye
| Parti                  | Parti                                                   | Voix    | %     | +/-  | Sièges | +/-           |
| ---------------------- | ------------------------------------------------------- | ------- | ----- | ---- | ------ | ------------- |
|                        | Parti nationaliste basque (EAJ/PNV)                     | 182 604 | 27,91 | 4,70 | 3      | en stagnation |
|                        | Podemos                                                 | 170 728 | 26,10 | Nv.  | 2      | 2             |
|                        | Parti socialiste du Pays basque (PSE-EE-PSOE)           | 84 893  | 12,98 | 8,41 | 1      | 1             |
|                        | Euskal Herria Bildu (EH Bildu)                          | 81 704  | 12,49 | 6,70 | 1      | 1             |
|                        | Parti populaire (PP)                                    | 74 560  | 11,40 | 6,32 | 1      | en stagnation |
|                        | Ciudadanos (Cs)                                         | 25 148  | 3,84  | Nv.  | 0      | en stagnation |
|                        | Gauche unie (IU-UP)                                     | 18 466  | 2,82  | 0,96 | 0      | en stagnation |
|                        | Parti animaliste contre la maltraitance animale (PACMA) | 4 342   | 0,66  | 0,15 | 0      | en stagnation |
|                        | Union, progrès et démocratie (UPyD)                     | 2 012   | 0,31  | 1,39 | 0      | en stagnation |
|                        | Pour la gauche (Ezkerra)                                | 1 447   | 0,22  | Nv.  | 0      | en stagnation |
|                        | Recortes Cero-Grupo Verde (RC-GV)                       | 1 089   | 0,17  | Nv.  | 0      | en stagnation |
|                        | Sièges en blanc (EB)                                    | 1 045   | 0,16  | 0,29 | 0      | en stagnation |
|                        | Autres partis                                           | 1 299   | 0,20  | -    | 0      | -             |
|                        | Vote blanc                                              | 4 840   | 0,74  | 0,40 |        |               |
|                        |                                                         |         |       |      |        |               |
| Suffrages exprimés     | Suffrages exprimés                                      | 654 177 | 99,29 |      |        |               |
| Votes nuls             | Votes nuls                                              | 4 647   | 0,71  |      |        |               |
| Total                  | Total                                                   | 658 824 | 100   | -    | 8      | en stagnation |
| Abstention             | Abstention                                              | 290 353 | 30,59 |      |        |               |
| Inscrits/Participation | Inscrits/Participation                                  | 949 177 | 69,41 |      |        |               |

#### Guipuscoa
| Parti                  | Parti                                                   | Voix    | %     | +/-   | Sièges | +/-           |
| ---------------------- | ------------------------------------------------------- | ------- | ----- | ----- | ------ | ------------- |
|                        | Podemos                                                 | 98 533  | 25,30 | Nv.   | 2      | 2             |
|                        | Parti nationaliste basque (EAJ/PNV)                     | 91 359  | 23,46 | 1,08  | 2      | 1             |
|                        | Euskal Herria Bildu (EH Bildu)                          | 81 257  | 20,87 | 13,91 | 1      | 2             |
|                        | Parti socialiste du Pays basque (PSE-EE-PSOE)           | 51 764  | 13,29 | 7,69  | 1      | en stagnation |
|                        | Parti populaire (PP)                                    | 33 884  | 8,70  | 5,03  | 0      | 1             |
|                        | Ciudadanos (Cs0                                         | 14 608  | 3,75  | Nv.   | 0      | en stagnation |
|                        | Gauche unie (IU-UP)                                     | 10 722  | 2,75  | 0,62  | 0      | en stagnation |
|                        | Parti animaliste contre la maltraitance animale (PACMA) | 2 276   | 0,58  | 0,05  | 0      | en stagnation |
|                        | Union, progrès et démocratie (UPyD)                     | 1 313   | 0,34  | 1,19  | 0      | en stagnation |
|                        | Recortes Cero-Grupo Verde (RC-GV)                       | 782     | 0,20  | Nv.   | 0      | en stagnation |
|                        | Liberté navarraise (Ln)                                 | 368     | 0,09  | Nv.   | 0      | en stagnation |
|                        | Vote blanc                                              | 2 537   | 0,65  | 0,48  |        |               |
|                        |                                                         |         |       |       |        |               |
| Suffrages exprimés     | Suffrages exprimés                                      | 389 403 | 99,48 |       |        |               |
| Votes nuls             | Votes nuls                                              | 2 030   | 0,52  |       |        |               |
| Total                  | Total                                                   | 391 433 | 100   | -     | 6      | en stagnation |
| Abstention             | Abstention                                              | 189 292 | 32,60 |       |        |               |
| Inscrits/Participation | Inscrits/Participation                                  | 580 725 | 67,40 |       |        |               |